# Motorola 88110
A Motorola 88110, másként MC88110 – a Motorola által fejlesztett mikroprocesszor, amely a 88000 RISC típusú utasításkészlet-architektúrát (ISA) valósítja meg. Az MC88110 a 88000 ISA második generációs implementációja, a Motorola 88100 (MC88100) processzort követve. Személyi számítógépekben és munkaállomásokban történő felhasználásra tervezték.

## Történet
Az MC88110 első műszaki leírása az 1991 novemberében San Franciscóban tartott ‘Microprocessor Forum’ rendezvényen volt bemutatva. A mikroprocesszor egy 50 MHz-es órajelű változatban került forgalomba 1992-ben. Felhasználta a Data General az AViiON szerverekben, a Harris Corporation egyes valós idejű UNIX-os rendszereiben és a Motorola saját egykártyás számítógépeiben. A NeXT (cég) tervezte egy MC88110 processzoros munkaállomás bevezetését, ez lett volna a NeXT RISC Workstation, de időközben kiszálltak a hardver üzletágból, és a fejlesztés befejezése előtt törölték a terméket.

## Leírás
Megvalósította az eredeti ISA kiterjesztéseit, mint egy különálló/külön lebegőpontos regisztertár, kiterjesztett pontosságú (80 bites) lebegőpontos adattípusok és új fixpontos (integer) és grafikus utasítások. Szintén megvalósította a 88000-es mikroprocesszorokban korábban nem létező mikroarchitekturális jellemzőket, mint például kétutas szuperskalár végrehajtást, sorrenden kívüli végrehajtást és a spekulatív végrehajtást. A hozzáadott új funkciók javították az MC88100 néhány architekturális hiányosságát, de mindezek ellenére az MC88110 üzletileg nem lett sikeres és kevés rendszerben alkalmazták. Az MC88110-et követte a PowerPC mikroprocesszorok sorozata az 1990-es évek elejétől, amit a Motorola közösen fejlesztett ki az IBM-mel az AIM szövetség részeként, de a 88110-es továbbra is kapható volt, az 1990-es évek közepéig.

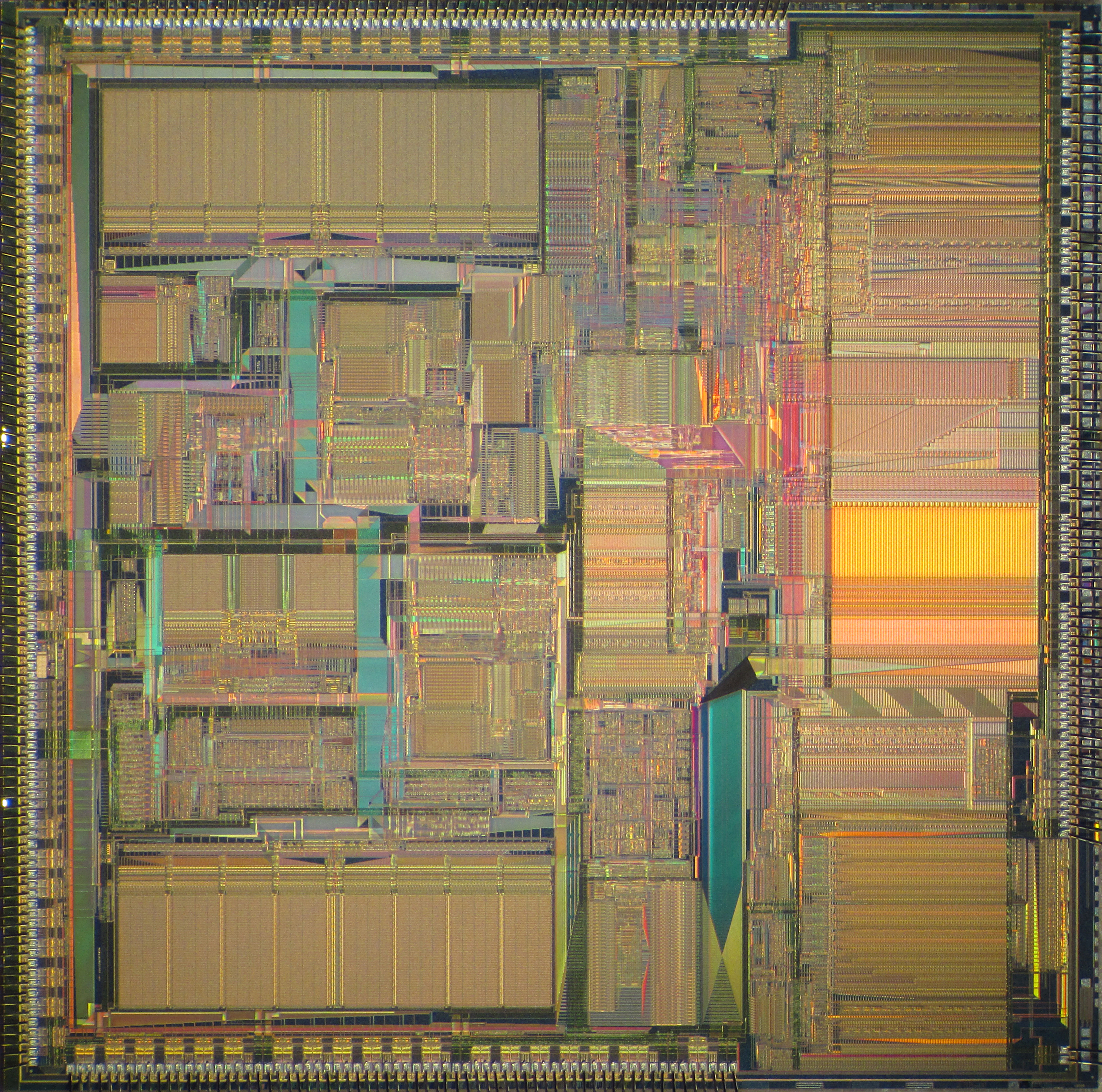
Motorola MC88110 lapka

Külsőleg a 88110-es Neumann-architektúrát mutat (a kód és az adatok ugyanabban a memóriában vannak), miközben belső felépítése a módosított Harvard-architektúrát követi: az utasításokat és az adatokat külön gyorsítótárakon keresztül éri el a processzor.
Az MC88110 egy opcionális külső 256 KiB-tól 2 MiB-ig méretezhető másodlagos gyorsítótárat is támogat. A másodlagos gyorsítótár-vezérlő nem az MC88110 lapkáján volt elhelyezve, hanem egy külön eszközben volt megvalósítva, az MC88410 jelű csipen, a költségek csökkentése érdekében.
A lapka 1,3 millió tranzisztort tartalmaz, mérete 15 mm × 15 mm (225 mm2). 1 μm-os CMOS folyamattal készült. A folyamat három szintű alumínium fémezéssel (összekötő réteggel) rendelkezik, effektív csatornahossza (a MOSFET tranzisztorok “source” és a “drain” érintkezői közötti távolság, ami nem azonos a csíkszélességgel) 0,8 μm. Az MC88110-et úgy tervezték, hogy szerkezeti változtatás nélkül zsugorítható legyen 0,8 μm-es folyamatra, 0,65 μm-es effektív csatornahosszal.

## Fordítás
Ez a szócikk részben vagy egészben  a   Motorola 88110 című angol Wikipédia-szócikk ezen változatának fordításán alapul.  Az eredeti cikk szerkesztőit annak laptörténete sorolja fel. Ez a jelzés csupán a megfogalmazás eredetét és a szerzői jogokat jelzi, nem szolgál a cikkben szereplő információk forrásmegjelöléseként.